# 리크텐스테이니아속
리크텐스테이니아속(lichtensteinia屬, 학명: Lichtensteinia 리크텐스테이니아[*])은 미나리아과의 단형 족인 리크텐스테이니아족(lichtensteinia族, 학명: Lichtensteinieae 리크텐스테이니에아이[*])에 속하는 유일한 속이다. 속명은 독일의 생물학자인 마르틴 힌리히 리히텐슈타인(Martin Hinrich Lichtenstein)의 이름을 따 지어졌다.

## 하위 분류
- L. crassijuga E.Mey. ex Sond.
- L. globosa B.-E.van Wyk & Tilney
- L. interrupta (Thunb.) E.Mey. ex Sond.
- L. lacera Cham. & Schltdl.
- L. latifolia Eckl. & Zeyh.
- L. trifida Cham. & Schltdl.